# Dan Neil
Pour les articles homonymes, voir Neil.
Dan Neil, né le 12 janvier 1960 à Harrisburg en Pennsylvanie, est un journaliste américain, chroniqueur au Wall Street Journal. Il remporte le Prix Pulitzer de la critique en 2004.

## Biographie
Dan Neil commence sa carrière dans Spectator, un journal local, puis travaille en 1989 pour The News & Observer of Raleigh en Caroline du Nord. Il se spécialise dans la critique automobile. En 1994 il est recruté par AutoWeek magazine, et commence à écrire pour le magazine Car and Driver. En 2003 il quitte le Los Angeles Times pour le Wall Street Journal. Il remporte le Prix Pulitzer de la critique en 2004, seul journaliste automobile dans ce cas à ce jour. Il a également remporté en 2001 le prix Ken Purdy Award for Excellence in Automotive Journalism, décerné par l'International Motor Press Association.